# Mons-en-Pévèle
Mons-en-Pévèle (Nederlands: Pevelenberg), is een dorp en gemeente in het Franse Noorderdepartement (Frans: département du Nord) in de regio Hauts-de-France. Het laatste deel van de gemeentenaam verwijst naar de regio Pévèle. De gemeente telde 2.077 inwoners op 1 januari 2022.

## Geschiedenis
Bij dit dorp werd op 18 augustus 1304 een belangrijke veldslag geleverd die over het lot van het Graafschap Vlaanderen besliste. De Slag bij Pevelenberg vormde voor koning van Frankrijk Filips IV van Frankrijk een revanche-oorlog voor de verloren Guldensporenslag van 1302. Door de (politieke) overwinning van de Franse koning op de Vlaamse opstandelingen in deze slag, kan deze gezien worden als sluitstuk van de acht jaar durende Vlaamse Opstand. Nog geen jaar later werd het Verdrag van Athis-sur-Orge overeengekomen, waardoor de graaf van Vlaanderen vazal van de Franse koning bleef maar tevens verschillende kasselrijen als onderpand alsook jaarlijkse compensatie aan Frankrijk moest afstaan.

## Geografie
De oppervlakte van Mons-en-Pévèle bedroeg op 1 januari 2022 12,37 vierkante kilometer; de bevolkingsdichtheid was toen 167,9 inwoners per km².

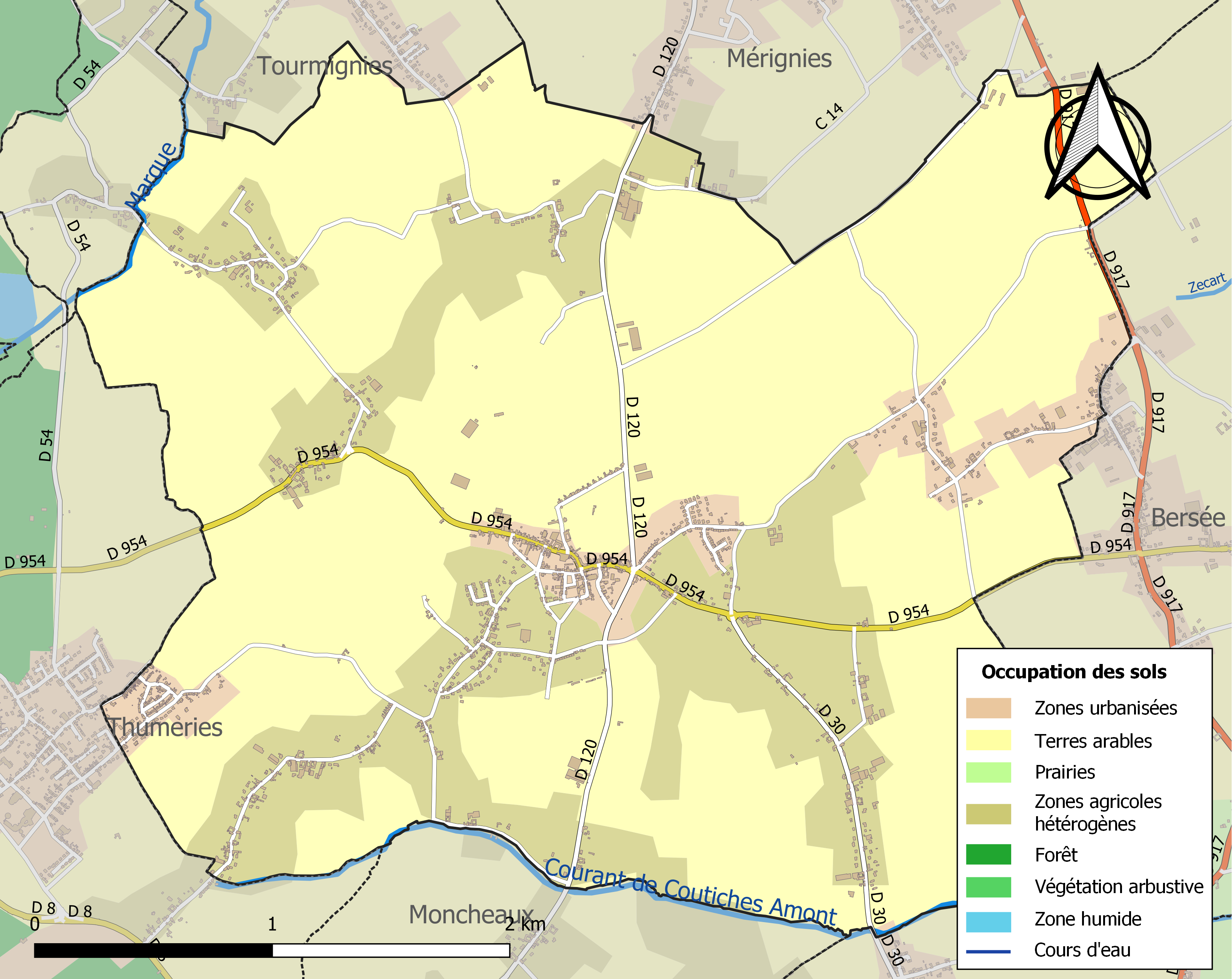
Kaart van de gemeente met belangrijkste infrastructuur, bodemgebruik en omliggende gemeenten

## Demografie
Onderstaande figuur toont het verloop van het inwonertal (bron: INSEE-tellingen).

## Bezienswaardigheden
- De Église Saint-Jean-Baptiste

## Sport
Kasseistroken in dit dorp zijn vaak opgenomen in de eendagsklassieker voor wielrenners, Parijs-Roubaix.
In 1958 beklommen de renners via een pittige klim over een kasseistrook naar het dorp op 107 meter hoogte, de kasseistrook werd "Le Caouin" genoemd. Nadat deze geasfalteerd was werd gekozen de helling van de andere zijde te beklimmen via een kasseistrook, deze heette "Pas Roland", deze klim heeft een lengte van 1.000 meter. In 1967 was ook deze klim geasfalteerd. Heden ten dage gaat de koers onderlangs de heuvel. Sinds 1978 rijdt men meestal over een drie kilometer lange kasseistrook, de kasseistrook van Mons-en-Pévèle.